# التقسيم الإداري في الصومال
تنقسم الصومال رسميًا إلى ثمانية عشر منطقة إدارية تنقسم بدورها إلى تسعين (90) مقاطعة.

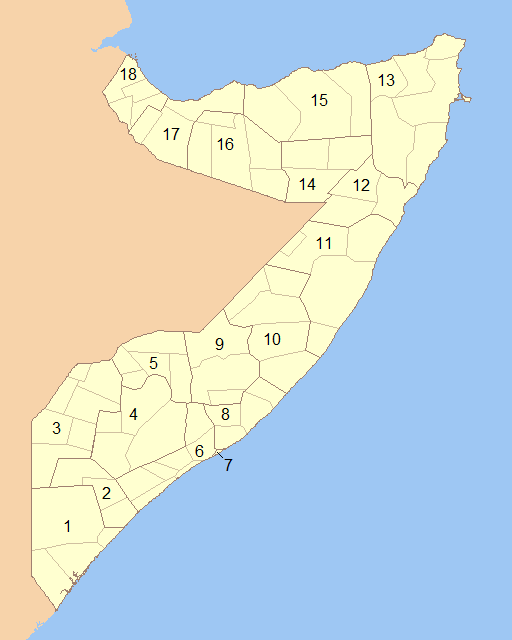
المناطق الرسمي في الصومال هي:1. جوبا السفلى، 2. جوبا الوسطى، 3. جدو، 4. باي، 5. بكول، 6. شبيلي السفلى، 7. بنادر، 8. شبيلي الوسطى، 9. هيران، 10. جلجدود، 11. مدج، 12. نوجال، 13. باري، 14. صول، 15. سناج، 16. توغدير، 17. وقويي جالبيد، 18. أودال

## المناطق والتقسيمات الإدارية

### بكول
- مقاطعة حودر
- مقاطعة ربطري
- مقاطعة تييجلو
- مقاطعة واجد
- مقاطعة ييد
- مقاطعة عيل بردى

### بنادر
- منطقة عبد العزيز
- حي بونطيري
- حي دينيلي
- حي طركينلي
- حي حمر ججب
- حي حمروين
- حي هودن
- حي هولوداج
- حي هوريوا
- حي كاران
- حي شيبس
- حي شنغاني
- حي وابري
- حي ودجر
- حي ورتا نبدا
- حي ياقشيد

### باري
- مقاطعة بندر بيلا
- مقاطعة بوصاصو
- مقاطعة علولة
- مقاطعة إيسكوشوبان
- مقاطعة قندلة
- مقاطعة قرضو
- قضاء بارجال
- Xaabo District
- مقاطعة بريده
- Taageer District
- Qodax District
- Balidhidin District
- Xiriiro District
- مقاطعة عرمو
- Wa'iye District
- Muudiye District

### باي (الصومال)
- مقاطعة بيدوا
- مقاطعة بورهكبا
- مقاطعة دينسور
- مقاطعة قسحطيري

### جلجدود
- منطقة عبودوك
- مقاطعة عدادو
- مقاطعة عيل بور
- عيل طير
- مقاطعة طوسمريب
- مقاطعة جوري عيل
- Galcad District
- Herale District
- Ja'ar District
- Bergan District
- Galhareri District
- Oasweyne District
- Darri District

### جدو
- مقاطعة بارطيري
- مقاطعة بلد حواء
- مقاطعة برطوبو
- مقاطعة عيل واق
- مقاطعة دولو
- مقاطعة جربهاري
- مقاطعة لوق
- Ceelcadde District

### هيران
- مقاطعة بلدوين
- مقاطعة بولبردي
- مقاطعة جلالقسي
- Mahaas District
- مقاطعة متبان
- Wabho District
- بق اقبلي
- Ceel Cali

### جوبا الوسطى
- مقاطعة بؤالي
- مقاطعة جلب
- مقاطعة ساكو

### جوبا السفلى
- مقاطعة أفمدو
- Badhaadhe District
- مقاطعة جمامة
- مقاطعة كيسمايو

### مدج
- Afbarwaaqo District
- مقاطعة جالكعيو
- مقاطعة جلدغب
- مقاطعة حررطيري
- مقاطعة هوبيو
- مقاطعة جريبان

### نوجال
- مقاطعة بورتينلي
- مقاطعة إيل
- مقاطعة جروي
- مقاطعة دنجوريو

### شبيلا الوسطى
- مقاطعة آدم يبال
- مقاطعة بلعد
- منطقة عدال
- مقاطعة جوهر
- Ruunirgood District
- مقاطعة ورشيخ
- مقاطعة مهداي
- Gumaroow District
- جليالي

### شبيلا السفلى
- مقاطعة أفجوي
- مقاطعة براوة
- مقاطعة كرتنواري
- مقاطعة مركا
- مقاطعة قوريولي
- مقاطعة سبلالي
- مقاطعة ونلوين
- ليغو (مدينة)
- Awdheegle

## المناطق والتقسيمات الإدارية مطالب بها

### عدل
- مقاطعة زيلع
- مقاطعة باكي
- مقاطعة بورمة
- مقاطعة لوغ هايه

### صول
- مقاطعة عينبة
- مقاطعة لاسعانود
- مقاطعة تليح
- مقاطعة حدن

### سناج
- مقاطعة عيل أفوين
- مقاطعة عيرجابو
- مقاطعة لاس قوراي

### توغدير
- مقاطعة أودويني
- مقاطعة بوهودلي
- مقاطعة برعو
- مقاطعة شيخ

### وقويي جالبيد
- مقاطعة غابيلي
- مقاطعة هرجيسا
- مقاطعة بربرة